# Рогачёв, Александр Николаевич
Алекса́ндр Никола́евич Рогачёв (28 (15) августа 1912 года, деревня Альдия, Рязанская губерния (ныне Тамбовская область) — 17 апреля 1984 года, Ленинград) — советский археолог, исследователь палеолита; доктор исторических наук (1963), сотрудник Ленинградского отделения Института археологии АН СССР.

## Биография
Родился в 1912 году в мордовской деревушке Альдия (Рязанская губерния, после Октябрьской революции отошла к Моршанскому уезду Тамбовской губернии) в семье бедняков. Его отец, Николай Иванович, в Первую мировую войну был призван в солдаты и пропал без вести. Мать, Пелагея Лукьяновна, осталась с двумя детьми; она работала кухаркой на Николаевской мельнице в Спасском уезде, а по иным рассказам А. Н. Рогачёва им случалось и ходить с сумой. После Гражданской войны батрачил, сельскую школу посещал зимой. Александр Николаевич впоследствии тепло вспоминал своего школьного учителя, А. С. Троепольского, по настоянию которого после четвёртого класса поехал в Моршанск продолжать образование в семилетке. В 1925 г. вступил в пионерскую организацию, в 1928 г., не окончив семилетки, успешно поступил в Моршанский педагогический техникум, откуда весной 1930 г. попадает на педагогический факульт Воронежского университета. Из-за болезни он пропустил начало учёбы, в связи с чем осенью был переведён в Ленинградский институт литературы и истории (позже — Ленинградский институт истории, философии и лингвистики), действовавший тогда в д. 11 по Университетской набережной, где оказался на «музейно-краеведческом отделении». Летом 1931 г. будущий учёный впервые участвует практикантом археологической экспедиции под руководством А. А. Миллера.
В ЛИФЛИ Рогачёв слушал лекции И. Н. Винникова (история первобытного общества), Ф. В. Кипарисова (история материальной культуры и музееведение). В 1933 г., «ударно» окончив вуз, он поступает в аспирантуру Института истории доклассового общества ГАИМК по кафедре истории дородового обществ. Научным руководителем его был П. П. Ефименко; первые два года написания диссертации под его руководством А. Н. Рогачёв посвятил изучению широкого круга советской и мировой научной литературы по своей тематике. Тема кандидатской диссертации несколько раз менялась, в окончательном варианте она звучала «Палеолитическая стоянка Костёнки IV (Александровская)» — в 1936 году соискатель работает в археологической экспедиции в Костёнках, с которыми он плотно работал и в дальнейшем. С 1938 года Рогачёв официально утверждён начальником Костёнковской экспедиции ИИМК АН СССР. В этот период он заметил, что на некоторых участках Александровской стоянки материалы круглых жилищ перекрывают материалы длинных, откуда был сделан вывод, что одна культура существовала там позже другой, что было весьма свежим взглядом для того времени.
Работа над диссертацией была прервана из-за призыва в армию в конце 1939 года в связи с вооружёнными конфликтами на Дальнем Востоке. До нападения Германии на Советский Союз А. Н. Рогачёв успел попасть в политотдел, получить офицерское звание. В годы войны служил в частях аэродромного обслуживания — вначале 1-й Воздушной армии Западного фронта, потом 3-й Воздушной армии Первого Белорусского фронта. До декабря 1945 года служил в оккупационных войсках в Германии, потом был переброшен в Таврический военный округ, — демобилизоваться и восстановиться в должности МНС ЛОИИМК смог только летом 1947 года.
Через год после прихода из армии, 7 июля 1948 года, А. Н. Рогачёв защитил диссертацию «Первобытно-общинное поселение палеолитического времени Костёнки 4». Диссертация содержала описание длинных жилищ и не затрагивала круглые. Немедленно после защиты он снова уехал в Костёнки. Дальнейшие исследования, касавшиеся реальной стратиграфической последовательности памятников, показали несостоятельность применительно к костёнковским стоянкам принятой прежде того в СССР «стадиальной» концепции палеолита, согласно которой этапы обработки камня сменяли друг друга последовательно, независимо от региона, и последовательность таких этапов точно установлена марксистской наукой. Несмотря на собственные марксистские убеждения, Рогачёв противопоставил этому методу «конкретно-исторический» подход, отказался считать не согласующуюся с фактами схему марксистской:21. Несмотря на то, что идеологическому оппонированию стандартной в прежнем советском палеолитоведении концепции весьма помогло официальное развенчание в 1950 году «учения о языке» Н. Я. Марра, в 1953 году учёный был отстранён от работ, а сделанные им совместно с группой геологов выводы стала проверять специальная комиссия. Она признала их выводы о маркирующем значении гумусированных прослоек и вулканического пепла, а также о террасовой стратиграфии (последние, впрочем, впоследствии оказались не вполне верными).
Кроме Костёнок, Рогачёв в 1949 году руководил также работами Авдеевской экспедиции в связи с кончиной М. В. Воеводского.
Докторскую диссертацию «Многослойные стоянки Костёнковско-Борщёвского района» защитил в 1963 году.

## Взгляды и личные характеристики
Убеждённый сторонник марксизма-ленинизма, член ВЛКСМ с 1928 г., ВКП(б) с 1932 г. Согласно воспоминаниям А. А. Формозова, «он так и остался человеком малокультурным … Зато он был от природы очень наблюдательным, работящим, даже одарённым. … Он с бесспорностью доказал, что развитие культуры в палеолите было многолинейно». Иностранными языками не владел, но читал иностранную литературу со словарём.
Первобытную археологию Рогачёв считал самостоятельной дисциплиной, в отличие от археологии исторического периода, являющейся, по его мнению, разделом общеисторического источниковедения.

## Научные труды
- Отчёт о раскопках у с. Авдеева на р. Сейме за 1949 г. // Архив Института археологии РАН. Ф. Р–1. Д. 401;
- Исследование остатков первобытно-общинного поселения верхнепалеолитического времени у с. Авдеева на р. Сейм в 1949 г. // Палеолит и неолит СССР. Т. 2. М.–Л., 1953 (МИА № 39);
- Костёнки IV Многослойные стоянки Костёнковско-Борщевского района на Дону. М.–Л., 1955 (МИА. № 45);
- Многослойные стоянки Костёнковско-Бощевского района на Дону и проблема развития культуры в эпоху верхнего палеолита на Русской равнине // Палеолит и неолит СССР. М.–Л., 1957 (МИА. № 59);
- Основные итоги и задачи изучения палеолита Русской равнины // Краткие сообщения Института археологии. 1962. Вып. 92;
- Об аносовско-мезинском типе палеолитических жилищ на Русской равнине // КСИА. Вып. 92. М., 1962;
- Некоторые вопросы изучения эпипалеолита Восточной Европы // Материалы и исследования по археологии СССР. 1966. № 126;
- Палеолитические жилища и поселения // Каменный век на территории СССР. М., 1970;
- Об относительной древности, геологическом и абсолютном возрасте верхнепалеолитических стоянок Русской равнины // Периодизация и геохронология плейстоцена. Л., 1970;
- П.П. Ефименко и вопросы социологии первобытного общества // Краткие сообщения Института археологии. Вып. 131. 1972;
- Об усложненном собирательстве как форме хозяйства в эпоху палеолита на Русской равнине // Антропологические реконструкции и проблемы палеоэтнографии. М., 1973;
- О предмете и методе первобытной археологии // Предмет и объект археологии и вопросы методики археологических исследований. Л., 1975;
- Палеолит Костёнковско-Борщевского района на Дону. 1879–1979 / Ред. Н. Д. Праслов, А. Н. Рогачёв. Л., 1982;
- Поздний палеолит Русской равнины и Крыма // Палеолит СССР. М., 1984 (Археология СССР) (В соавторстве с М. В. Аниковичем)[3].